# Chickasaw megye (Mississippi)
Chickasaw megye az Amerikai Egyesült Államokban, azon belül Mississippi államban található. Megyeszékhelye és legnagyobb városa Houston. Lakosainak száma 17 106 fő (2020. április 1.). Chickasaw megye Pontotoc, Lee, Monroe, Clay, Webster és Calhoun megyékkel határos.

## Népesség
A megye népességének változása:
| Lakosok száma | 17 399 | 17 424 | 17 443 | 17 311 | 17 328 | 17 106 |
|               | 2010   | 2011   | 2012   | 2013   | 2015   | 2020   |